# Vojtěch Kareš
R.D. Vojtěch Kareš (12. dubna 1777 Neveklov – 25. srpna 1824 Vlachovo Březí) byl český římskokatolický duchovní bolzanovské orientace, v letech 1812-1824 farář ve Vlachově Březí.

## Život
Vojtěch Kareš působil po svém kněžském svěcení v jižních Čechách. Nejprve do roku 1812 jako administrátor farnosti Předslavice, následně byl přeložen jako farář do Vlachova Březí. Byl velkým obdivovatelem Bernarda Bolzana a účastnil se českých obrozeneckých aktivit. Udržoval kontakty s Josefem Jungmannem a Janem Svatoplukem Preslem. Autorsky se spolupodílel na Jungmannově slovníku a Preslově Wšeobecném rostlinopise.
Do češtiny překládal některé cizojazyčné náboženské publikace. Ve Vlachově Březí podporoval české divadelnictví a kvůli úpravě původně hospodářských prostor pro divadelnické účely se dokonce zadlužil. Požíval všeobecné vážnosti, a to nejen u katolíků. To dokládá například skutečnost, že vlachovobřezští Židé po jeho smrti drželi třídenní smutek k uctění jeho památky.